# Tylophora lugardae
Tylophora lugardae är en oleanderväxtart som beskrevs av Arthur Allman Bullock. Tylophora lugardae ingår i släktet Tylophora och familjen oleanderväxter. Inga underarter finns listade i Catalogue of Life.